# Гологірська сільська рада
| Гологірська сільська рада — колишній орган місцевого самоврядування у Золочівському районі Львівської області з адміністративним центром у с. Гологори. Історична дата утворення: в 1939 році. Водоймища на території, підпорядкованій даній раді: річка Золота Липа. Сільській раді були підпорядковані населені пункти: - с. Гологори - с. Зашків - с. Лісові - с. Майдан-Гологірський |

## Склад ради
Рада складалася з 16 депутатів та голови.

### Керівний склад ради
| ПІБ                        | Основні відомості                                                 | Дата обрання | Дата звільнення |
| -------------------------- | ----------------------------------------------------------------- | ------------ | --------------- |
| Грицай Любов Володимирівна | Сільський голова, 1956 року народження, освіта, позапартійна      | 26.03.2006   | 31.10.2010      |
| Грицай Любов Володимрівна  | Сільський голова, 1956 року народження, освіта вища, позапартійна | 31.10.2010   | 11.12.2011      |
| Лукасевич Марія Михайлівна | Сільський голова, 1968 року народження, освіта вища, позапартійна | 11.12.2011   |                 |

Примітка: таблиця складена за даними джерела